# Elizabeth Beglin
Elizabeth Beglin   (Teaneck, 2 d'abril de 1957), sovint anomenada Beth Beglin, és una jugadora d'hoquei sobre herba estatunidenca ja retirada, que va competir durant les dècades de 1970 i 1980.
Es va classificar per disputar els Jocs Olímpics d'Estiu de 1980, però el boicot estatunidenc ho impedí. Va ser un dels 461 atletes que van rebre la medalla d'or del Congrés anys després. El 1984 va prendre part en els Jocs Olímpics de Los Angeles, on guanyà la medalla de bronze en la competició d'hoquei sobre herba. Quatre anys més tard, als Jocs de Seül, fou vuitena en la mateixa competició.
Entre 1988 i 1999 fou entrenadora a la Universitat d'Iowa, amb qui jugà sis edicions de la Final Four. El 1999 deixà d'entrenar i començà els estudis de dret a la mateixa Universitat. Es graduà el 2004 i posteriorment exercí de fiscal al comtat de Johnson.